# Arabia Saudyjska na Letnich Igrzyskach Olimpijskich 2000
Arabię Saudyjską na Letnich Igrzyskach Olimpijskich 2000 reprezentowało 18 zawodników, którymi byli wyłącznie mężczyźni. Był to siódmy start reprezentacji Arabii Saudyjskiej na letnich igrzyskach olimpijskich.

## Zdobyte medale
| Medal  | Zawodnik                | Dyscyplina    | Konkurencja         | Rezultat | Źródło |
| ------ | ----------------------- | ------------- | ------------------- | -------- | ------ |
| Srebro | Hadi Soua’an Al-Somaily | Lekkoatletyka | 400 m przez płotki  | 47,53    | [ 1 ]  |
| Brąz   | Khaled Al-Eid           | Jeździectwo   | skoki indywidualnie | 8 pkt.   | [ 2 ]  |

## Reprezentanci

### Jeździectwo
| Zawodnik        | Koń            | Konkurencja         | Kwalifikacje  | Kwalifikacje  | Kwalifikacje | Kwalifikacje | Kwalifikacje | Kwalifikacje | Kwalifikacje | Kwalifikacje | Kwalifikacje | Finał   | Finał   | Finał   | Finał   | Finał   | Razem | Razem |
| Zawodnik        | Koń            | Konkurencja         | Runda 1       | Runda 1       | Runda 2      | Runda 2      | Runda 2      | Runda 3      | Runda 3      | Runda 3      | Poz.         | Runda A | Runda A | Runda B | Runda B | Runda B | Razem | Razem |
| Zawodnik        | Koń            | Konkurencja         | Błędy         | Poz.          | Błędy        | Razem        | Poz.         | Błędy        | Razem        | Poz.         | Poz.         | Błędy   | Poz.    | Błędy   | Poz.    | Błędy   | Poz.  |       |
| --------------- | -------------- | ------------------- | ------------- | ------------- | ------------ | ------------ | ------------ | ------------ | ------------ | ------------ | ------------ | ------- | ------- | ------- | ------- | ------- | ----- | ----- |
| Khaled Al-Eid   | Khashm Al Aan  | Skoki indywidualnie | 4,5           | 6.            | 4,0          | 8,5          | 12.          | 0,00         | 8,5          | 1.           | 3.           | 0,00    | 1.      | 4,0     | 3.      | 8,0     | brąz  |       |
| Kamal Bahamdan  | Chanel         | Skoki indywidualnie | 31,5          | 70.           | 29,25        | 60,75        | 71.          | 17,5         | 78,25        | 55.          | 65.          | NQ      | NQ      | NQ      | NQ      | NQ      | NQ    |       |
| Fahad Al-Geaid  | National Guard | Skoki indywidualnie | 59,75         | 72.           | DNF          | DNF          | DNF          | DNF          | DNF          | DNF          | DNF          | DNF     | DNF     | DNF     | DNF     | DNF     | DNF   |       |
| Ramzy Al Duhami | Saif Al Adel   | Skoki indywidualnie | Wyeliminowany | Wyeliminowany | DNF          | DNF          | DNF          | DNF          | DNF          | DNF          | DNF          | DNF     | DNF     | DNF     | DNF     | DNF     | DNF   |       |

### Lekkoatletyka
Konkurencje biegowe
| Zawodnik                                                          | Konkurencja        | Eliminacje | Eliminacje | Ćwierćfinał | Ćwierćfinał | Półfinał | Półfinał | Finał | Finał   |
| Zawodnik                                                          | Konkurencja        | Wynik      | Miejsce    | Wynik       | Miejsce     | Wynik    | Miejsce  | Wynik | Miejsce |
| ----------------------------------------------------------------- | ------------------ | ---------- | ---------- | ----------- | ----------- | -------- | -------- | ----- | ------- |
| Jamal Al-Saffar                                                   | 100 m              | 10,75      | 74.        | NQ          | NQ          | NQ       | NQ       | NQ    | NQ      |
| Salem Mubarak Al-Yami                                             | 200 m              | 21,18      | 47.        | NQ          | NQ          | NQ       | NQ       | NQ    | NQ      |
| Hamdan al-Biszi                                                   | 400 m              | 45,22      | 2. Q       | 45,35       | 7. Q        | 45,98    | 14.      | NQ    | NQ      |
| Mubarak Mubarak                                                   | 110 m przez płotki | DSQ        | DSQ        | NQ          | NQ          | NQ       | NQ       | NQ    | NQ      |
| Hadi Soua’an Al-Somaily                                           | 400 m przez płotki | 49,28      | 4. Q       | N/A         | N/A         | 48,14    | 1. Q     | 47,53 | srebro  |
| Mohamed Al-Yami Ata Mubarak Salem Mubarak Al-Yami Jamal Al-Saffar | sztafeta 4 × 100 m | 39,94      | 30.        | N/A         | N/A         | NQ       | NQ       | NQ    | NQ      |
| Hamdan al-Biszi Mohamed Hamed Al-Bishi Hadi Soua’an Al-Somaily    | sztafeta 4 × 400 m | 3:09,57    | 28.        | N/A         | N/A         | NQ       | NQ       | NQ    | NQ      |

Konkurencje techniczne
| Zawodnik               | Konkurencja    | Kwalifikacje | Kwalifikacje | Finał | Finał   |
| Zawodnik               | Konkurencja    | Wynik        | Miejsce      | Wynik | Miejsce |
| ---------------------- | -------------- | ------------ | ------------ | ----- | ------- |
| Hussein Taher Al-Sabee | skok w dal     | 7,94         | 18.          | NQ    | NQ      |
| Salem Al-Ahmadi        | trójskok       | 15,99        | 32.          | NQ    | NQ      |
| Ali Saleh Al-Jadani    | rzut oszczepem | 68,70        | 34.          | NQ    | NQ      |

### Pływanie
Mężczyźni
| Zawodnik         | Konkurencja             | Eliminacje | Eliminacje | Półfinał | Półfinał | Finał | Finał   |
| Zawodnik         | Konkurencja             | Czas       | Miejsce    | Czas     | Miejsce  | Czas  | Miejsce |
| ---------------- | ----------------------- | ---------- | ---------- | -------- | -------- | ----- | ------- |
| Ahmed Al-Kudmani | 100 m stylem klasycznym | 1:06,07    | 56.        | NQ       | NQ       | NQ    | NQ      |

### Strzelectwo
| Zawodnik         | Konkurencja | Kwalifikacje | Kwalifikacje | Finał | Finał   |
| Zawodnik         | Konkurencja | Wynik        | Pozycja      | Wynik | Pozycja |
| ---------------- | ----------- | ------------ | ------------ | ----- | ------- |
| Saeed Al-Mutairi | skeet       | 119          | 23.          | NQ    | NQ      |

### Taekwondo
Mężczyźni
| Zawodnik         | Konkurencja | 1/8              | Ćwierćfinał      | Półfinał         | Repesaż 1        | Repesaż 2        | Finał/BM         | Finał/BM |
| Zawodnik         | Konkurencja | Przeciwnik Wynik | Przeciwnik Wynik | Przeciwnik Wynik | Przeciwnik Wynik | Przeciwnik Wynik | Przeciwnik Wynik | Pozycja  |
| ---------------- | ----------- | ---------------- | ---------------- | ---------------- | ---------------- | ---------------- | ---------------- | -------- |
| Khalid Al-Dosari | +80 kg      | Kim K-h P (0-5)  | NQ               | NQ               | Delgado W (3-1)  | Castro W (3-2)   | Gentil P (KO)    | 4.       |